# Kemerovsky (huyện)
Huyện Kemerovsky (tiếng Nga: Ке́меровский райо́н) là một huyện hành chính tự quản (raion), của Tỉnh Kemerovo, Nga. Huyện có diện tích 4539 kilômét vuông, dân số thời điểm ngày 1 tháng 1 năm 2000 là 39200 người. Trung tâm của huyện đóng ở Kemerovo.